# If You Don't Know Me by Now
Singles de Harold Melvin & the Blue Notes
I Miss You
(1972) Yesterday I Had the Blues
(1973)
If You Don't Know Me by Now est une chanson de rhythm and blues, soul écrite et composée par le tandem Gamble and Huff. Destinée à l'origine au trio féminin américain LaBelle (mené par Patti LaBelle), elle est finalement enregistrée par Harold Melvin & the Blue Notes. Sortie en single en septembre 1972, elle est tirée de l'album I Miss You.
Aux États-Unis, elle atteint le sommet du classement Best Selling Soul Single (actuellement appelé Hot R&B/Hip-Hop Songs) et la 3e place du Billboard Hot 100.
En 1989, la reprise par le groupe britannique Simply Red connaît un grand succès (l'un des plus importants du groupe), se classant en tête des ventes dans plusieurs pays.

## Classements hebdomadaires
| Classement (1972-1973)             | Meilleure position |
| ---------------------------------- | ------------------ |
| Canada (RPM 100 Singles)           | 59                 |
| États-Unis (Billboard Hot 100)     | 3                  |
| États-Unis (Hot R&B/Hip-Hop Songs) | 1                  |
| Irlande (IRMA)                     | 16                 |
| Pays-Bas (Single Top 100)          | 12                 |
| Royaume-Uni (UK Singles Chart)     | 9                  |

## Certification
| Pays              | Certification | Date       | Unités certifiées |
| ----------------- | ------------- | ---------- | ----------------- |
| États-Unis (RIAA) | Or            | 21/11/1972 | 1 000 000         |

## Version de Simply Red
Singles de Simply Red
It's Only Love Doing Its Thing (en)
(1989) A New Flame
(1989)
If You Don't Know Me by Now interprété par le groupe britannique Simply Red sort en single le 27 mars 1989, second extrait de l'album A New Flame.

### Distinction
Cette reprise par Simply Red est récompensée par le Grammy Award de la meilleure chanson R&B en 1990.

### Clip
Réalisé en noir et blanc par Vaughan Arnell et Anthea Benton, il met en scène le groupe jouant la chanson dans une grande salle remplie de chaises dont certaines sont empilées.
Le clip est nommé pour le Brit Award de la meilleure vidéo britannique en 1990.

### Classements hebdomadaires
| Classement (1989)                          | Meilleure position |
| ------------------------------------------ | ------------------ |
| Allemagne (GfK Entertainment)              | 19                 |
| Australie (ARIA)                           | 1                  |
| Autriche (Ö3 Austria Top 40)               | 9                  |
| Belgique (Flandre Ultratop 50 Singles)     | 5                  |
| Canada (RPM 100 Singles)                   | 3                  |
| États-Unis (Billboard Hot 100)             | 1                  |
| États-Unis (Hot Adult Contemporary Tracks) | 1                  |
| France (SNEP)                              | 11                 |
| Irlande (IRMA)                             | 4                  |
| Norvège (VG-lista)                         | 2                  |
| Nouvelle-Zélande (RMNZ)                    | 1                  |
| Pays-Bas (Nederlandse Top 40)              | 3                  |
| Pays-Bas (Single Top 100)                  | 5                  |
| Royaume-Uni (UK Singles Chart)             | 2                  |
| Suède (Sverigetopplistan)                  | 2                  |
| Suisse (Schweizer Hitparade)               | 12                 |

### Certifications
| Pays                    | Certification | Date       | Unités certifiées |
| ----------------------- | ------------- | ---------- | ----------------- |
| Australie (ARIA)        | Or            | 1989       | 35 000            |
| Danemark (IFPI Danmark) | Or            | 12/12/2023 | 45 000            |
| États-Unis (RIAA)       | Or            | 19/07/1989 | 500 000           |
| Nouvelle-Zélande (RMNZ) | Or            | 1989       | 5 000             |
| Royaume-Uni (BPI)       | Or            | 17/01/2025 | 400 000           |
| Suède (GLF)             | Or            | 30/08/1989 | 25 000            |

## Autres reprises
Le chanteur néerlandais Ben Saunders, vainqueur du télé crochet The Voice of Holland, a repris la chanson et s'est classé en tête du Single Top 100 aux Pays-Bas en 2010. En 2013, c'est Andreas Kümmert, le vainqueur de The Voice of Germany, qui l'enregistre, entrant dans les hit-parades allemands, autrichiens et suisses.
La chanteuse Patti LaBelle à qui elle était destinée au départ avec son groupe LaBelle, a inclus la chanson à son répertoire. Elle a aussi été reprise par plusieurs autres artistes : Rod Stewart, le chanteur de reggae jamaïcain Dennis Brown ou encore Seal sur son album Soul en 2008, une version qui lui vaut une nomination dans la catégorie Meilleure prestation vocale pop pour un artiste masculin lors de la 52e cérémonie des Grammy Awards,.

## Dans la culture populaire
Sauf indication contraire, les informations mentionnées dans cette section peuvent être confirmées par la base de données cinématographiques IMDb,  présente dans la section « Liens externes ».
On peut entendre la chanson dans le film My Girl (1991). La chanson figure dans la bande originale de Nos 18 ans de Frédéric Berthe en 2008, ainsi que dans celle de Cliente de Josiane Balasko la même année.